# Pikkujärvi (sjö i Finland)
Pikkujärvi är en sjö i Finland. Den ligger i kommunen Lojo i landskapet Nyland, i den södra delen av landet, 50 km väster om huvudstaden Helsingfors. Pikkujärvi ligger 31,9 meter över havet. Arean är 62 hektar och strandlinjen är 3,95 kilometer lång. Sjön  ingår i Karisåns huvudavrinningsområde.   Den ligger vid sjön Lojosjö. I omgivningarna runt Pikkujärvi växer i huvudsak blandskog.